# San Quinn
Quincy Brooks IV (Oakland, 24 de outubro de 1977), mais conhecido como San Quinn, é um rapper norte-americano.